# Ялчино (Иртюбякский сельсовет)
Я́лчино (баш. Ялсы) — деревня в Кугарчинском районе Башкортостана, входит в состав Иртюбякского сельсовета.

## Географическое положение
Деревня находится на берегу реки Первая Мряушля вблизи места её впадения в Иртюбяк.
Расстояние до:
- районного центра (Мраково): 24 км,
- центра сельсовета (Семёно-Петровское): 4 км,
- ближайшей ж/д станции (Мелеуз): 65 км.

## Население
| 2002 | 2009 | 2010 |
| ---- | ---- | ---- |
| 179  | ↘166 | ↘161 |

## Религия
В деревне есть мечеть.

## Известные уроженцы
- Шамгулов, Фаттах Гафурьянович (4 августа 1921 — 18 апреля 1945, Моравска-Острава, Чехословакия) — заместитель командира 227-го стрелкового полка 183-й стрелковой дивизии (38-я армия, 4-й Украинский фронт), Герой Советского Союза.